# Lăcusteni, Ialomița
Lăcusteni este un sat în comuna Platonești din județul Ialomița, Muntenia, România.